# Totosai
Totosai (刀々斎, Totosai)  este un personaj ficțional din seria anime și manga InuYasha, creată de Rumiko Takahashi și este unul din protagoniștii seriilor InuYasha.